# João 19

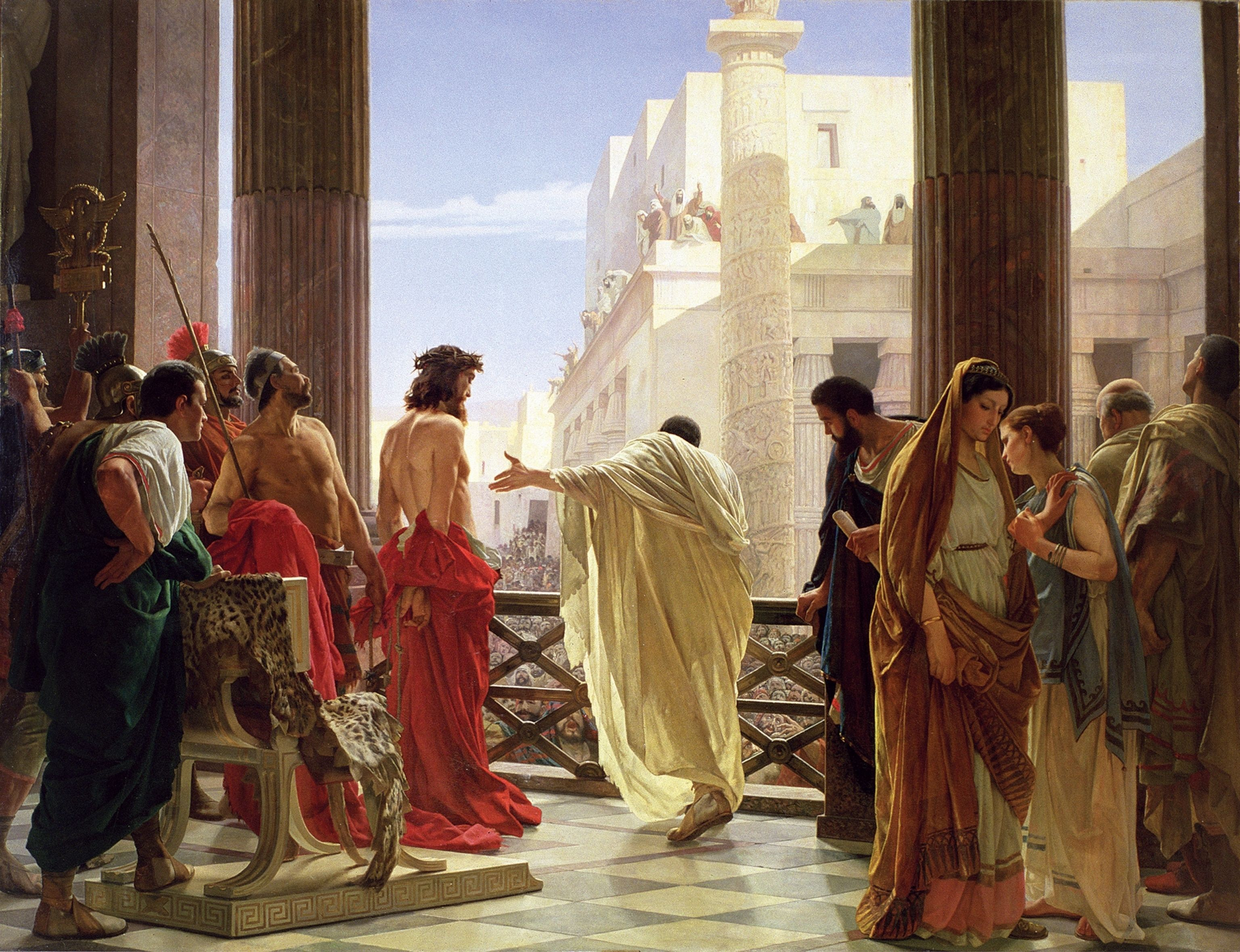
Ecce homo.
1870. Por Antonio Ciseri.

João 19 é o décimo-nono capítulo do Evangelho de João no Novo Testamento da Bíblia. Depois que os judeus se recusaram a libertar Jesus preferindo Barrabás no capítulo anterior, Pilatos mandou chicoteá-lo e castigá-lo para depois reapresentá-lo à multidão utilizando a famosa frase «Eis o homem!» (João 19:5) (em latim: Ecce homo) na esperança de soltá-lo. Porém, sem conseguir convencer os irados judeus, acabou tendo que condenar Jesus morte pela crucificação. O próprio Jesus carregou sua cruz segundo João e foi crucificado entre o bom e o mau ladrão. O capítulo termina com a deposição da cruz depois que José de Arimateia conseguiu autorização para sepultar Jesus.

## Corte de Pilatos

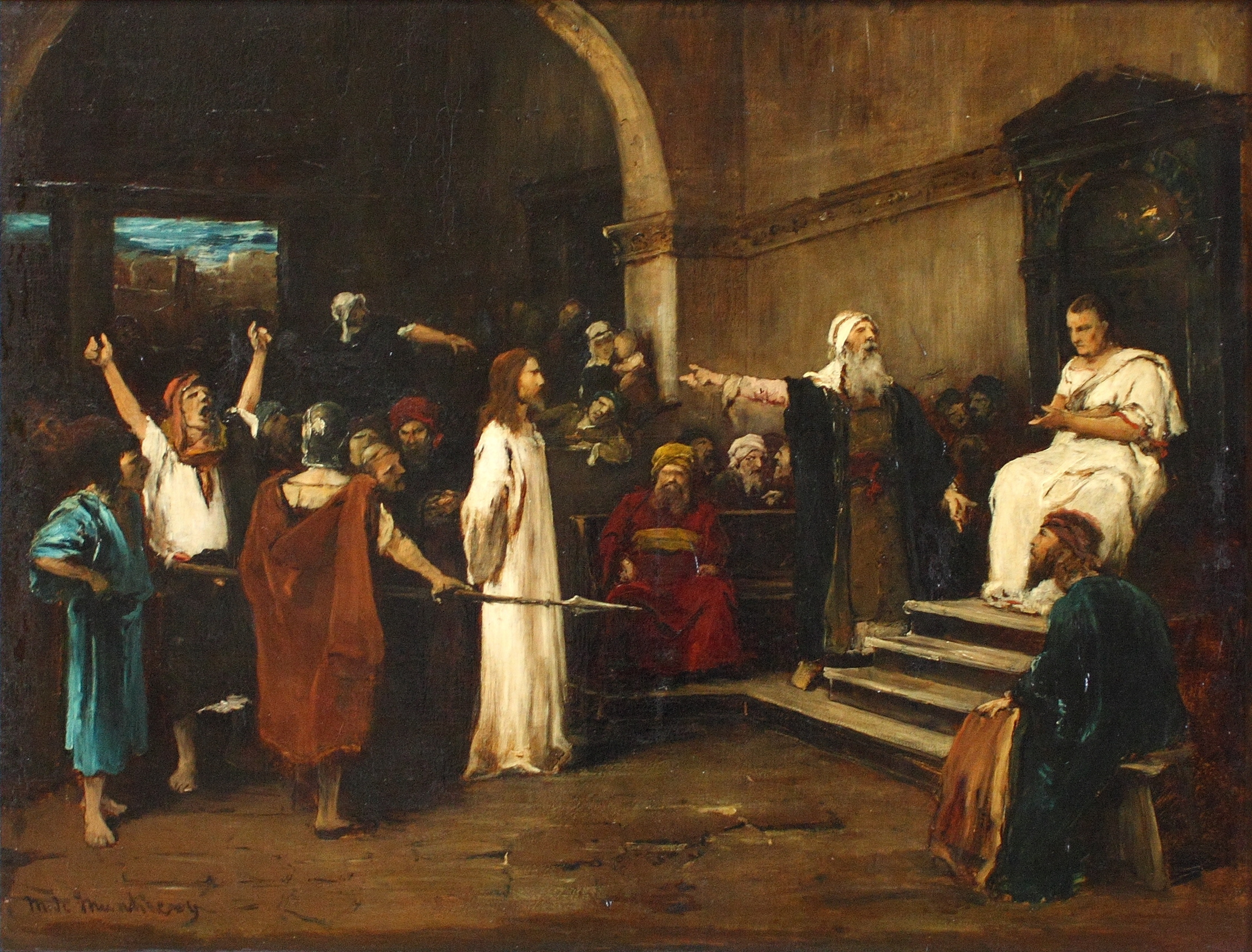
Cristo perante Pôncio Pilatos.
1881. Por Mihály Munkácsy, atualmente no Museu d'Orsay, em Paris.

Este trecho do relato de João (João 19:1–15) inicia imediatamente depois que Pôncio Pilatos não consegue libertar Jesus utilizando o costume do indulto da Páscoa. Depois de mandar flagelá-lo e de seus soldados o terem coroado "rei dos judeus" com uma coroa de espinhos, ele tenta novamente apresentar Jesus à multidão bem castigado (Ecce homo). Depois de interrogá-lo mais uma vez, acaba por condená-lo à morte por crucificação (sem mencionar Pilatos lavando as mãos).

## Crucificação de Jesus

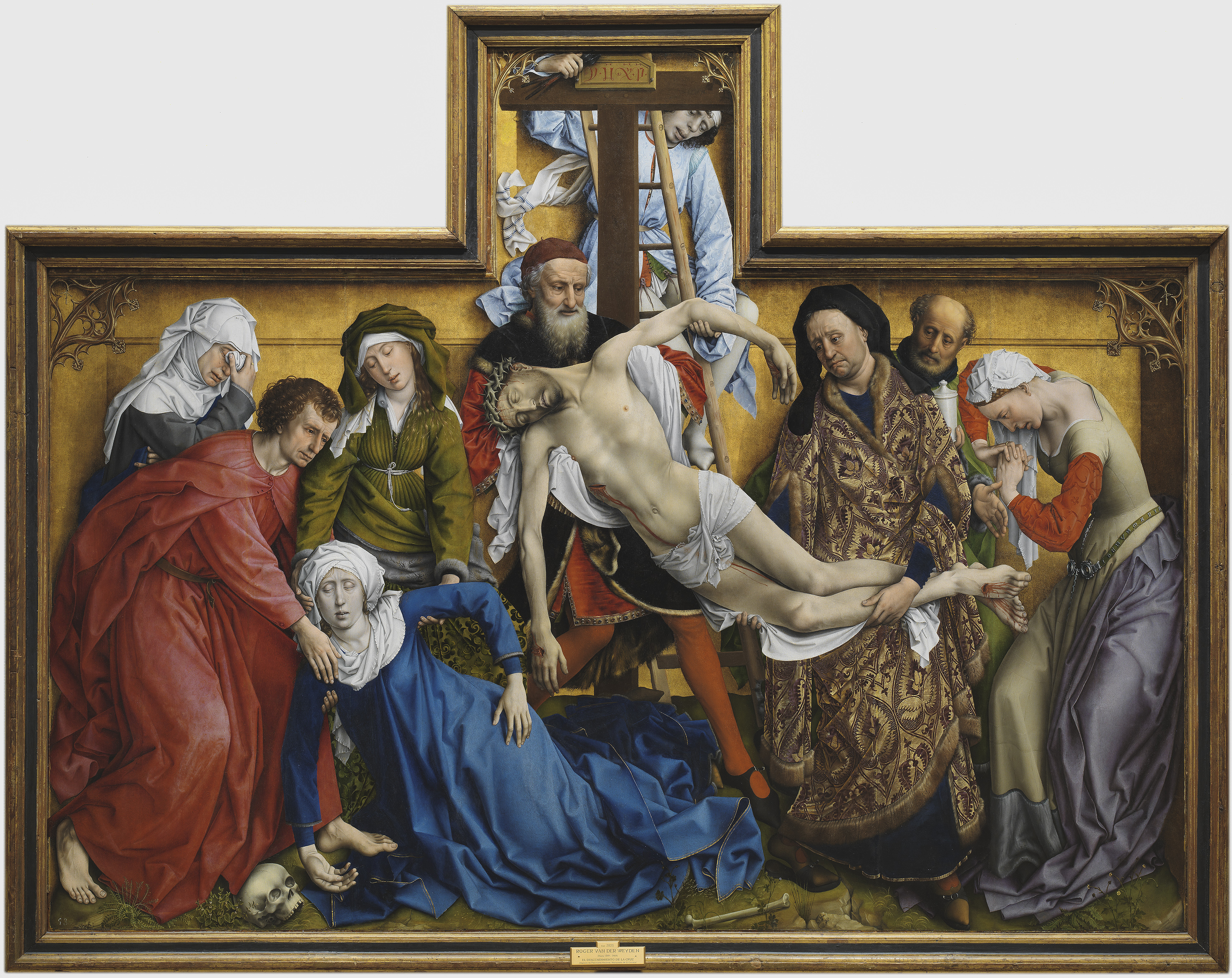
"Deposição da Cruz", com o "Desmaio da Virgem".
1435. Por Rogier van der Weyden, no Museu do Prado, em Madrid.

Em seguida (João 19:16–30), João conta que o próprio Jesus carregou sua cruz (não há menção de Simão Cireneu) e que ele foi crucificado entre "dois ladrões" (que ficariam conhecidos como bom ladrão e mau ladrão). Confeccionada à pedido do próprio Pilatos, segundo João, sobre a cabeça de Jesus foi pregado título dizendo "Jesus Nazareno, Rei dos Judeus" em hebraico, latim e grego ((INRI em latim - Iesus Nasarenus Rex Iudaeorum).
Depois da crucificação, diversos eventos se realizam para «cumprir a Escritura» (João 19:24) segundo João:
- Os soldados disputam a sorte para levar suas vestes.
- Jesus disse: «Tenho sede» (João 19:26) (ao que lhe deram vinagre)
- Não lhe quebraram as pernas como era o costume (e como foi feito com os ladrões) «para se cumprir a Escritura: Nenhum dos seus ossos será quebrado.» (João 19:36)
- O trespassaram com uma lança, pois «Diz ainda outra passagem: Olharão para aquele a quem traspassaram.» (João 19:37)

Segundo João, acompanharam a morte de Jesus Maria, a irmã dela (provavelmente Salomé), Maria de Cléopas, e Maria Madalena (vide Três Marias). É também neste capítulo que Jesus entrega sua mãe aos cuidados de seu discípulo amado (Stabat mater).

## Deposição da cruz
Encerrando o relato deste capítulo (João 19:38–42), João conta que José de Arimateia conseguiu autorização de Pilatos para enterrar Jesus e, com a ajuda de Nicodemos, retiraram o corpo da cruz e o prepararam para ser sepultado de acordo com os costumes judaicos da época. Por causa da Páscoa que se aproximava, enterraram Jesus rapidamente num túmulo não utilizado nas redondezas.

## Manuscritos
- Papiro 60 - 16:29–19:26
- Papiro 90 - 18:36–19:1r+19:2-7v
- Papiro 121 - 19:17-18; 19:25-26